# Maurício Mattar
Maurício Mattar Kirk de Souza (Rio de Janeiro, 3 de abril de 1964) é um ator, cantor e compositor brasileiro.

## Carreira
Em 1984, Maurício interpretou o namorado de Catarina (Marieta Severo) no último capítulo de Vereda tropical, embora tenha sido revelado só no ano seguinte, em Roque Santeiro, como João Ligeiro, irmão do personagem-título (José Wilker).

## Vida pessoal
Nascido e criado em uma família de classe média alta do Rio de Janeiro, o ator é de ascendência libanesa e portuguesa, e é filho do casal Liedir Mattar e Jarbas Kirk de Souza, e sobrinho do pianista Pedrinho Mattar.
Em 1983 iniciou um relacionamento sério com a cantora Elba Ramalho. Em 1985 casaram-se no Rio de Janeiro, e em 24 de junho de 1987 nasceu o filho do casal, Luã Ramalho Mattar, nascido prematuro de oito meses, de parto normal, em Campina Grande, na Paraíba. O casal divorciou-se em 1990, e até hoje mantém uma relação amigável.
Logo após seu divórcio, iniciou um namoro com a empresária Flávia Gracie, da renomada família de lutadores Gracie. O casal foi morar junto após três meses de namoro, e em 21 de outubro de 1991 nasceu de parto normal, no Rio de Janeiro, Rayra Gracie Mattar. O casal separou-se em 1992.
Logo após se separar, iniciou um relacionamento amoroso com a atriz Fabiana Sá. Em 1993 foram morar juntos e em 10 de junho de 1994 nasceu, de parto normal, no Rio de Janeiro, sua filha Petra Sá Mattar. Maurício e Fabiana separaram-se em 1998, e nesse ano, Maurício iniciou um namoro com a apresentadora Angélica, mas separaram-se quatro meses depois. 
Após manter relacionamentos casuais, iniciou um namoro com a atriz Deborah Secco em 2001, mas o casal terminou em 2002. Nesse ano reatou seu relacionamento com Angélica, mas o casal separou-se definitivamente em 2003. 
Após relacionamentos esporádicos com anônimas e famosas, começou a namorar a atriz Paolla Oliveira em 2006, mas terminaram em 2008. Nesse ano iniciou um relacionamento sério com a empresária Keiry Costa. O casal foi morar juntos em 2009, mas separaram-se amigavelmente em 2012. 
Em 2013, Maurício conheceu a cantora Bianca Assumpção, no Rock in Rio. Os dois logo começaram um relacionamento sério. Nesse mesmo ano, Maurício e sua ex-esposa Fabiana chegaram a brigar na justiça por causa da pensão do filho de ambos, mas tudo foi resolvido de forma a beneficiar ambas as partes. Maurício e sua namorada Bianca se separaram brevemente em 2014, mas foi em 2016 que, de fato, o namoro chegou ao fim. 
Em 2016, Maurício Mattar conheceu, por meio de sua filha Petra, uma amiga dela, 27 anos mais jovem, a modelo Shay Dufau. O casal foi morar juntos em 2017, e em 21 de outubro de 2019 nasceu, de parto cesariana, no Rio de Janeiro, a filha do casal, Ilha Dufau Mattar.
Maurício Mattar tem quatro netos: Esmeralda Mezkta Ramalho Mattar, nascida em 16 de abril de 2020, filha de Luã, cantor e compositor, com Amanda, modelo. A menina nasceu prematura de oito meses, vinda ao mundo de parto normal, no Rio de Janeiro; Kayra e Kylie, filhas de Rayra. Rayra é casada com Bernardo Faria e mora nos Estados Unidos; e Makai, filho de Petra.

### Controvérsia
Em 1999, Maurício Mattar atropelou e agrediu um motoboy na avenida Juscelino Kubitschek em São Paulo. Mattar perdeu em todas as instâncias. Foi condenado, teve bens penhorados e um título protestado. Mas nenhum oficial de Justiça jamais conseguiu localizá-lo em 20 anos e as decisões de protesto não foram cumpridas. O motoboy desistiu da ação.

## Saúde
Na madrugada do dia 16 de dezembro de 2019 sofreu um infarto, e foi internado no Hospital Estadual de Bauru, no interior de São Paulo. Após passar três dias internado, foi transferido para  Hospital das Clínicas de Botucatu, onde realizou um cateterismo. Após dois dias internado, teve alta, e voltou para sua casa no Rio de Janeiro. Em entrevistas revelou estar com hipertensão, e que sofreu uma leve obstrução nos vasos sanguíneos, e que mudou seus hábitos de vida, iniciando a prática da alimentação saudável e fazendo diariamente exercício físico. 

## Filmografia

### Cinema
| Ano  | Título                          | Personagem                         | Notas          |
| ---- | ------------------------------- | ---------------------------------- | -------------- |
| 1986 | O Cinema Falado                 | Homem nu                           | Documentário   |
| 1987 | Johnny Love                     | Johnny Love                        |                |
| 1989 | Kuarup                          | Levindo                            |                |
| 1990 | O Gato de Botas Extraterrestre  | Terceiro Rivas, Marquês de Carabás |                |
| 2007 | Falsa Loura                     | Luís Ronaldo                       |                |
| 2009 | E Ai?                           | Márcio                             | Curta-metragem |
| 2015 | Divã a 2                        | Júlio                              |                |
| 2024 | Príncipe Lu e a Lenda do Dragão | Rei de Lucebra                     |                |

### Televisão
| Ano  | Trabalho                                       | Personagem                            | Notas                                                           | Emissora  |
| ---- | ---------------------------------------------- | ------------------------------------- | --------------------------------------------------------------- | --------- |
| 1984 | Vereda Tropical                                | Namorado de Catarina                  | Episódio: "2 de fevereiro"                                      | TV Globo  |
| 1985 | Roque Santeiro                                 | João Duarte (João Ligeiro)            |                                                                 | TV Globo  |
| 1986 | Clip Clip                                      | Apresentador                          |                                                                 | TV Globo  |
| 1986 | Cambalacho                                     | Porthos Trancoso                      |                                                                 | TV Globo  |
| 1987 | Bambolê                                        | Murilo Junqueira                      |                                                                 | TV Globo  |
| 1989 | O Salvador da Pátria                           | Sérgio Toledo Blanco                  |                                                                 | TV Globo  |
| 1990 | Das Erbe der Guldenburgs                       | Alberto Torres                        | Episódio: "Der Verlorene Sohn" Episódio: "Der Letzte Strohhalm" | ZDF       |
| 1990 | Rainha da Sucata                               | Rafael Albuquerque Figueroa           |                                                                 | TV Globo  |
| 1990 | Lua Cheia de Amor                              | Augusto Souto Maia                    |                                                                 | TV Globo  |
| 1992 | Pedra sobre Pedra                              | Leonardo Pontes                       |                                                                 | TV Globo  |
| 1993 | O Mapa da Mina                                 | Bakur Shariff                         |                                                                 | TV Globo  |
| 1994 | A Viagem                                       | Teodoro Dias (Téo)                    |                                                                 | TV Globo  |
| 1996 | O Fim do Mundo                                 | Laudelino de Jesus Nogueira / Rosalvo |                                                                 | TV Globo  |
| 1998 | Mulher                                         | Carlos Corrêa Lopes                   | Temporada 1                                                     | TV Globo  |
| 1999 | Louca Paixão                                   | André Albuquerque                     |                                                                 | Record TV |
| 2001 | Porto dos Milagres                             | Frederico Vieira                      | Episódios: "5–16 de fevereiro"                                  | TV Globo  |
| 2001 | A Padroeira                                    | Fernão de Avelar                      |                                                                 | TV Globo  |
| 2002 | Sítio do Picapau Amarelo                       | Tupã                                  | Episódio: "A Pedra Mágica de Tupã                               | TV Globo  |
| 2002 | Sítio do Picapau Amarelo                       | Coronel Timbó                         | Episódio: "A Estrada"                                           | TV Globo  |
| 2003 | Agora É que São Elas                           | Pedro Marques de Mello                |                                                                 | TV Globo  |
| 2005 | A Lua Me Disse                                 | Lúcio Dantas                          |                                                                 | TV Globo  |
| 2006 | Sob Nova Direção                               | João Carvalhosa                       | Episódio: "Paizão à Flor da Pele"                               | TV Globo  |
| 2006 | O Profeta                                      | Henrique Nogueira                     |                                                                 | TV Globo  |
| 2008 | Casos e Acasos                                 | Diego                                 | Episódio: "O Colar, O Cachorro e O DVD"                         | TV Globo  |
| 2008 | Faça Sua História                              | Diógenes                              | Episódio: "Miss Garota Suburbana"                               | TV Globo  |
| 2009 | Malhação                                       | Guilherme Cavalera                    | Temporada 16                                                    | TV Globo  |
| 2009 | Toma Lá, Dá Cá                                 | Damasceno Quiroga                     | Episódio: "Eu Também Compro essa Mulher"                        | TV Globo  |
| 2010 | Na Forma da Lei                                | Delegado Pontes                       |                                                                 | TV Globo  |
| 2010 | S.O.S. Emergência                              | Vinícius                              | Episódio: "Antes Mal-Acompanhada"                               | TV Globo  |
| 2013 | Dona Xepa                                      | Júlio César Pantaleão                 |                                                                 | Record TV |
| 2016 | Ômicron                                        | Genézio                               | Episódio: "O Escolhido"                                         | Space     |
| 2018 | Jesus                                          | Joaquim de Nazaré                     | Episódios: "24 de julho–7 de agosto"                            | Record TV |
| 2019 | Topíssima                                      | Carlos Dominguez                      |                                                                 | Record TV |
| 2021 | Gênesis                                        | Jasper                                | Fase:Jacó                                                       | Record TV |
| 2021 | Power Couple Brasil                            | Participante                          | Power Couple Especial                                           | Record TV |
| 2022 | Pacto Brutal - O Assassinato de Daniella Perez | Ele mesmo                             |                                                                 | Max       |

## Discografia

### Álbuns de estúdio
- Maurício Mattar (1994)
- Maurício Mattar (1996)
- Maurício Mattar (1997)
- A Gente Nunca Esquece (1998)
- Verdades e Mentiras (1999)
- Meu Primeiro Disco (2004)
- Meu Segundo Disco (2005)
- Diamantes (2007)

### Álbuns ao vivo
- 20 anos de Musica (2014)

### Coletâneas
- 20 Super Sucessos (2002)